# 12e Screen Actors Guild Awards
De 12e Screen Actors Guild Awards, waarbij prijzen werden uitgereikt voor uitstekende acteerprestaties in film en televisie voor het jaar 2005, gekozen door de leden van de Screen Actors Guild, vonden plaats op 29 januari 2006 in het Shrine Auditorium in Los Angeles. De prijs voor de volledige carrière werd uitgereikt aan Shirley Temple Black.

## Film

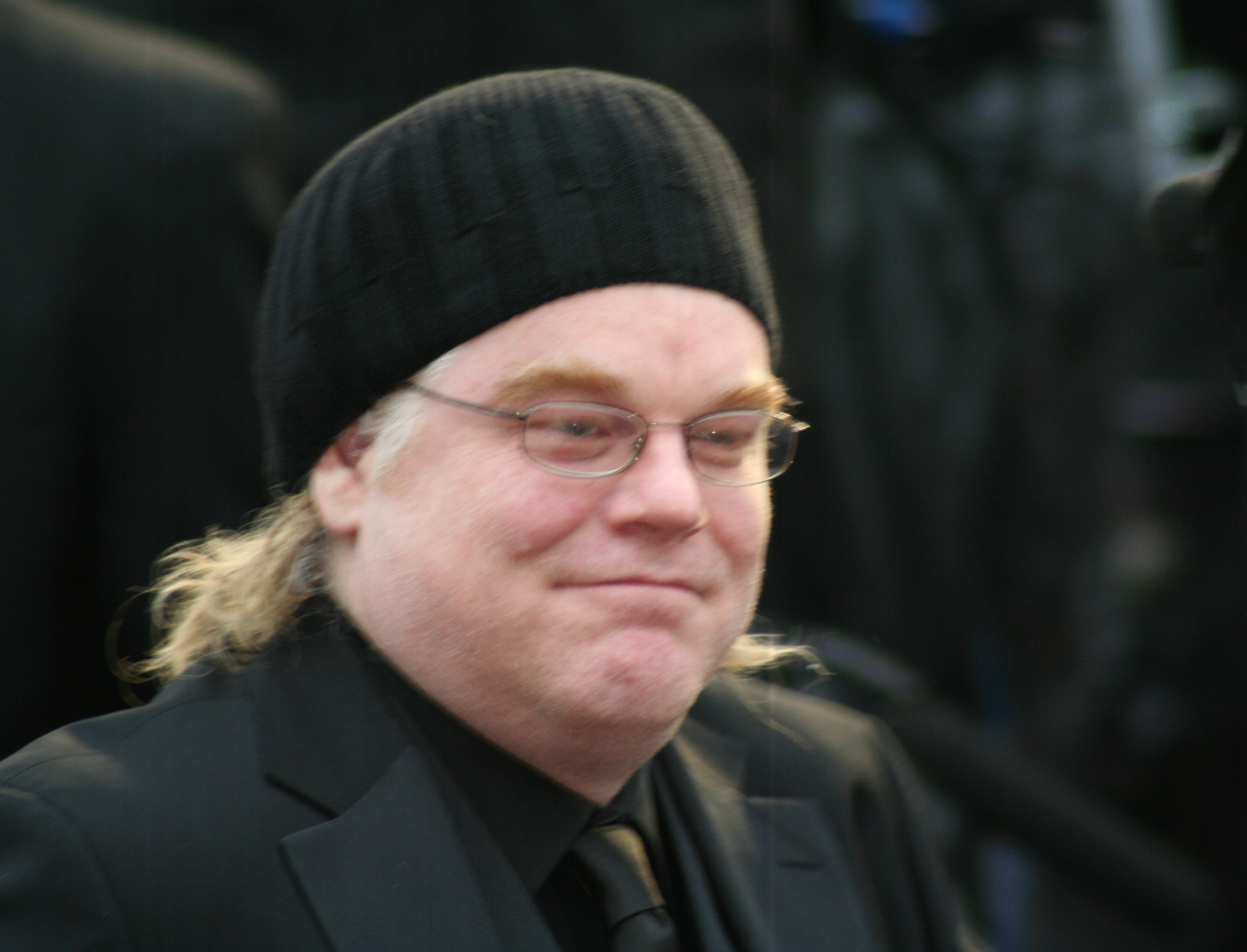
Philip Seymour Hoffman (Capote), winnaar mannelijke acteur in een hoofdrol

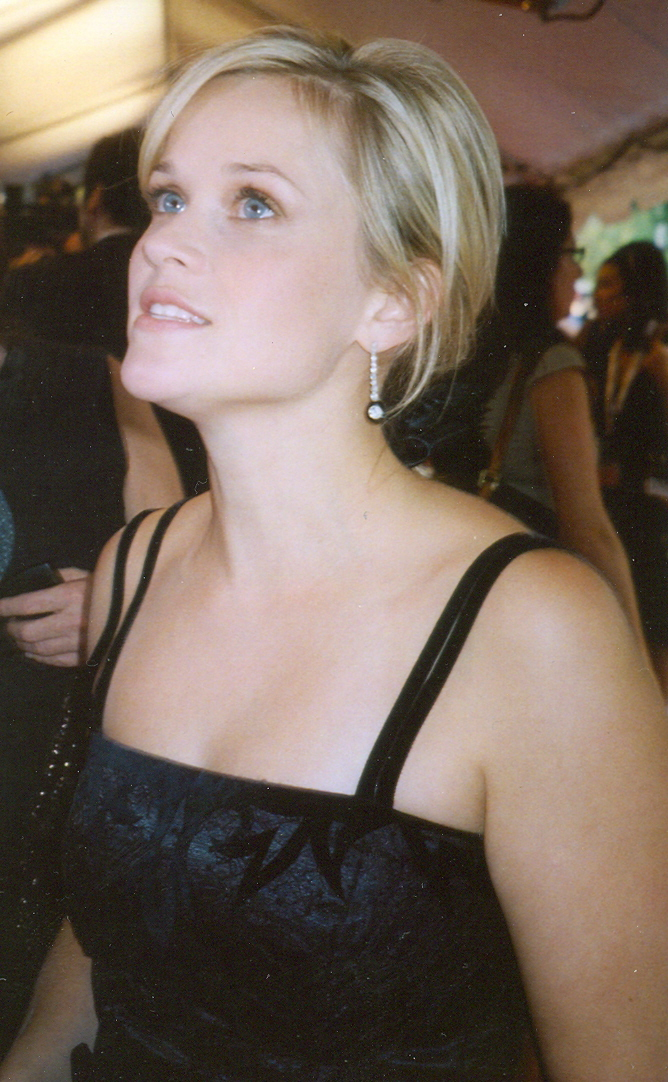
Reese Witherspoon (Walk the Line), winnaar vrouwelijke acteur in een hoofdrol

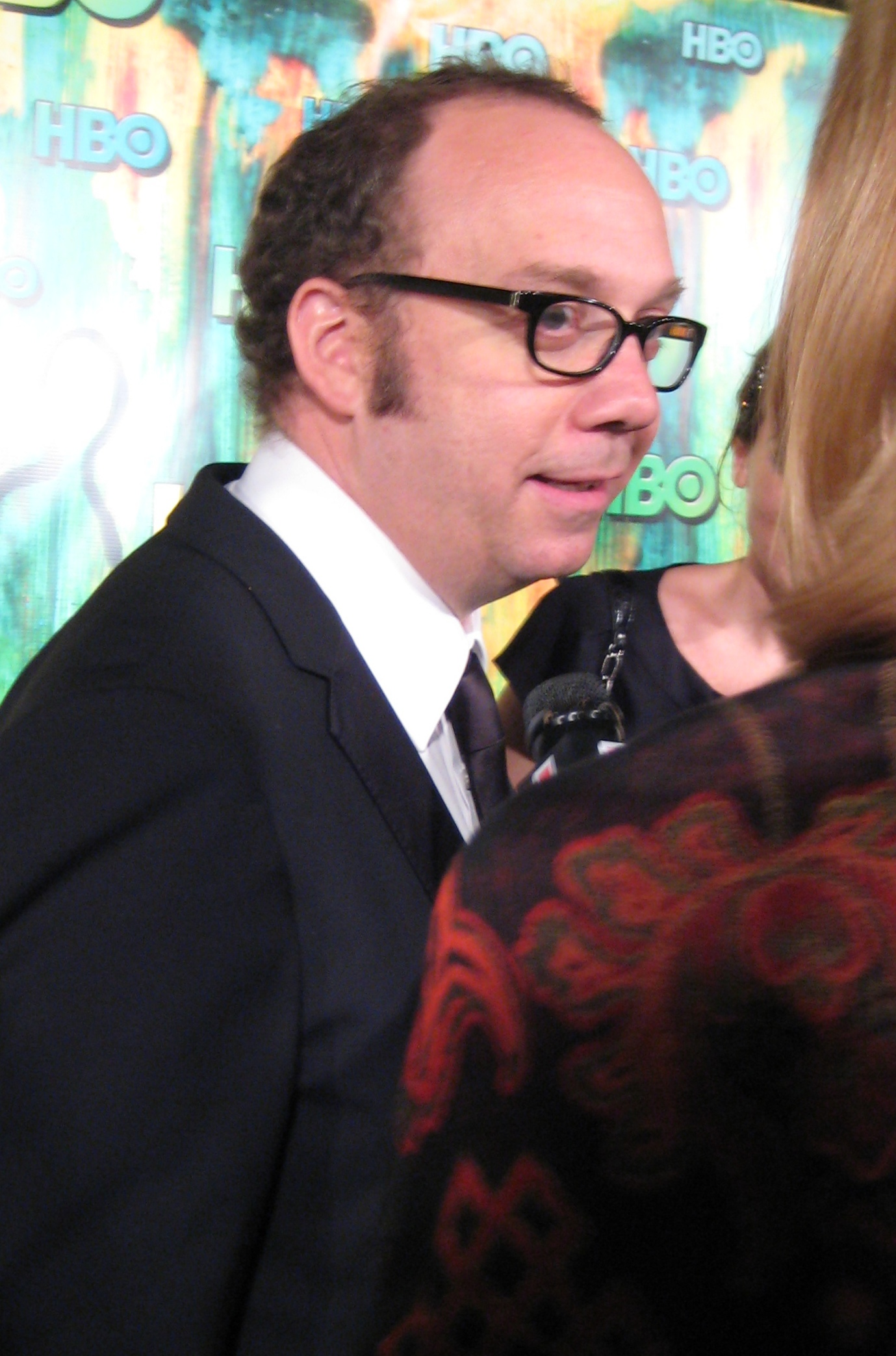
Paul Giamatti (Cinderella Man), winnaar mannelijke acteur in een bijrol

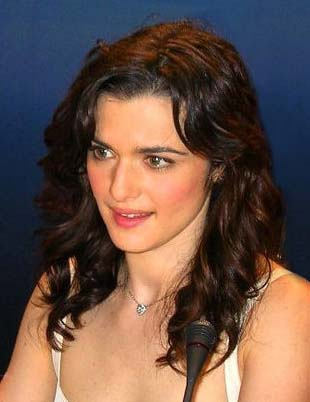
Rachel Weisz (The Constant Gardener), winnaar vrouwelijke acteur in een bijrol

De winnaars staan bovenaan in vet lettertype.

### Cast in een film
Outstanding Performance by a Cast in a Motion Picture
- Crash
  - Brokeback Mountain
  - Capote
  - Good Night, and Good Luck
  - Hustle & Flow

### Mannelijke acteur in een hoofdrol
Outstanding Performance by a Male Actor in a Leading Role
- Philip Seymour Hoffman - Capote
  - Russell Crowe - Cinderella Man
  - Heath Ledger - Brokeback Mountain
  - Joaquin Phoenix - Walk the Line
  - David Strathairn - Good Night, and Good Luck

### Vrouwelijke acteur in een hoofdrol
Outstanding Performance by a Female Actor in a Leading Role
- Reese Witherspoon - Walk the Line
  - Judi Dench - Mrs. Henderson Presents
  - Felicity Huffman - Transamerica
  - Charlize Theron - North Country
  - Ziyi Zhang - Memoirs of a Geisha

### Mannelijke acteur in een bijrol
Outstanding Performance by a Male Actor in a Supporting Role
- Paul Giamatti - Cinderella Man
  - Don Cheadle - Crash
  - George Clooney - Syriana
  - Matt Dillon - Crash
  - Jake Gyllenhaal - Brokeback Mountain

### Vrouwelijke acteur in een bijrol
Outstanding Performance by a Female Actor in a Supporting Role
- Rachel Weisz - The Constant Gardener
  - Amy Adams - Junebug
  - Catherine Keener - Capote
  - Frances McDormand - North Country
  - Michelle Williams - Brokeback Mountain

## Televisie

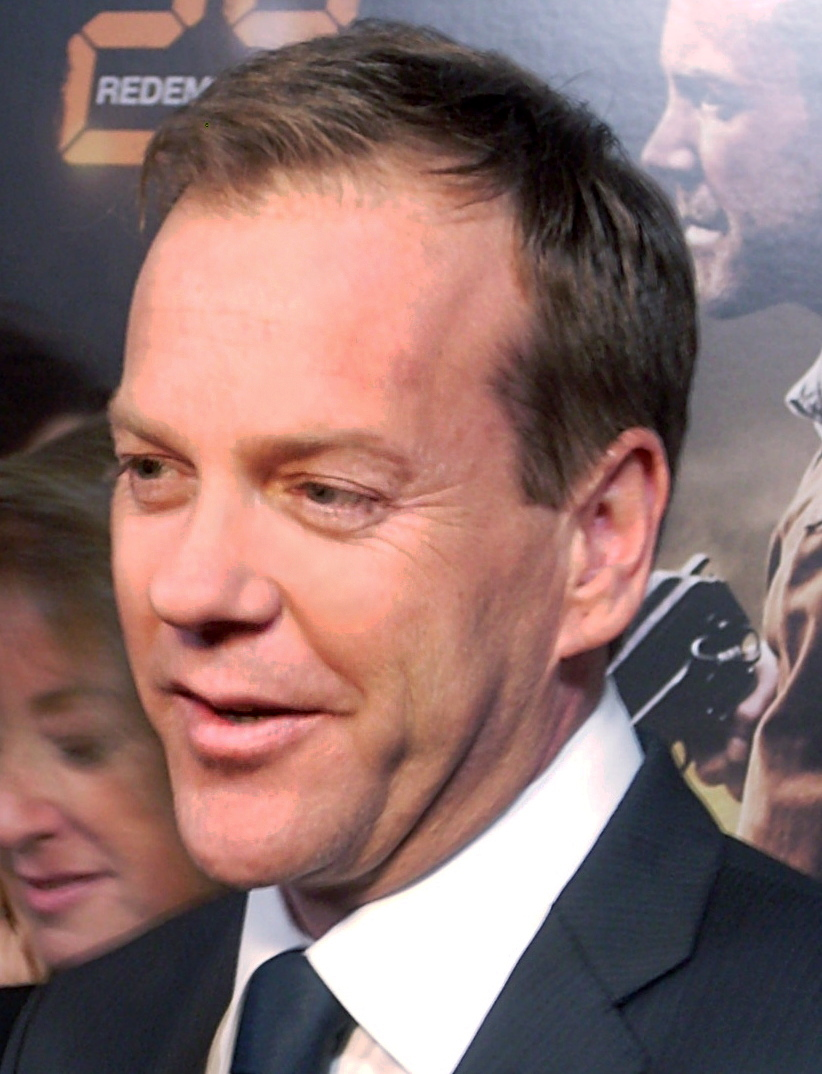
Kiefer Sutherland (24), winnaar mannelijke acteur in een dramaserie

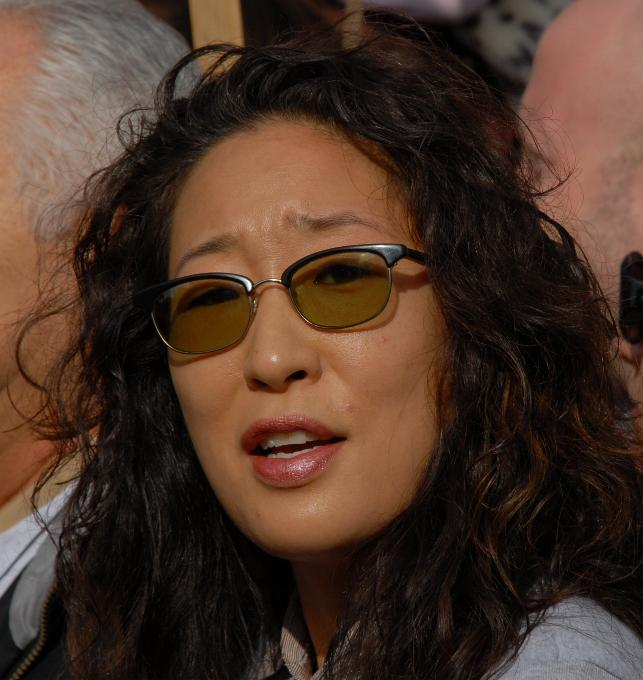
Sandra Oh (Grey's Anatomy), winnaar vrouwelijke acteur in een dramaserie

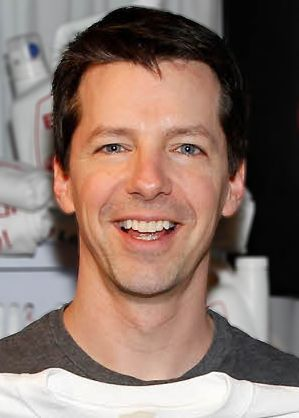
Sean Hayes (Will & Grace), winnaar mannelijke acteur in een komedieserie

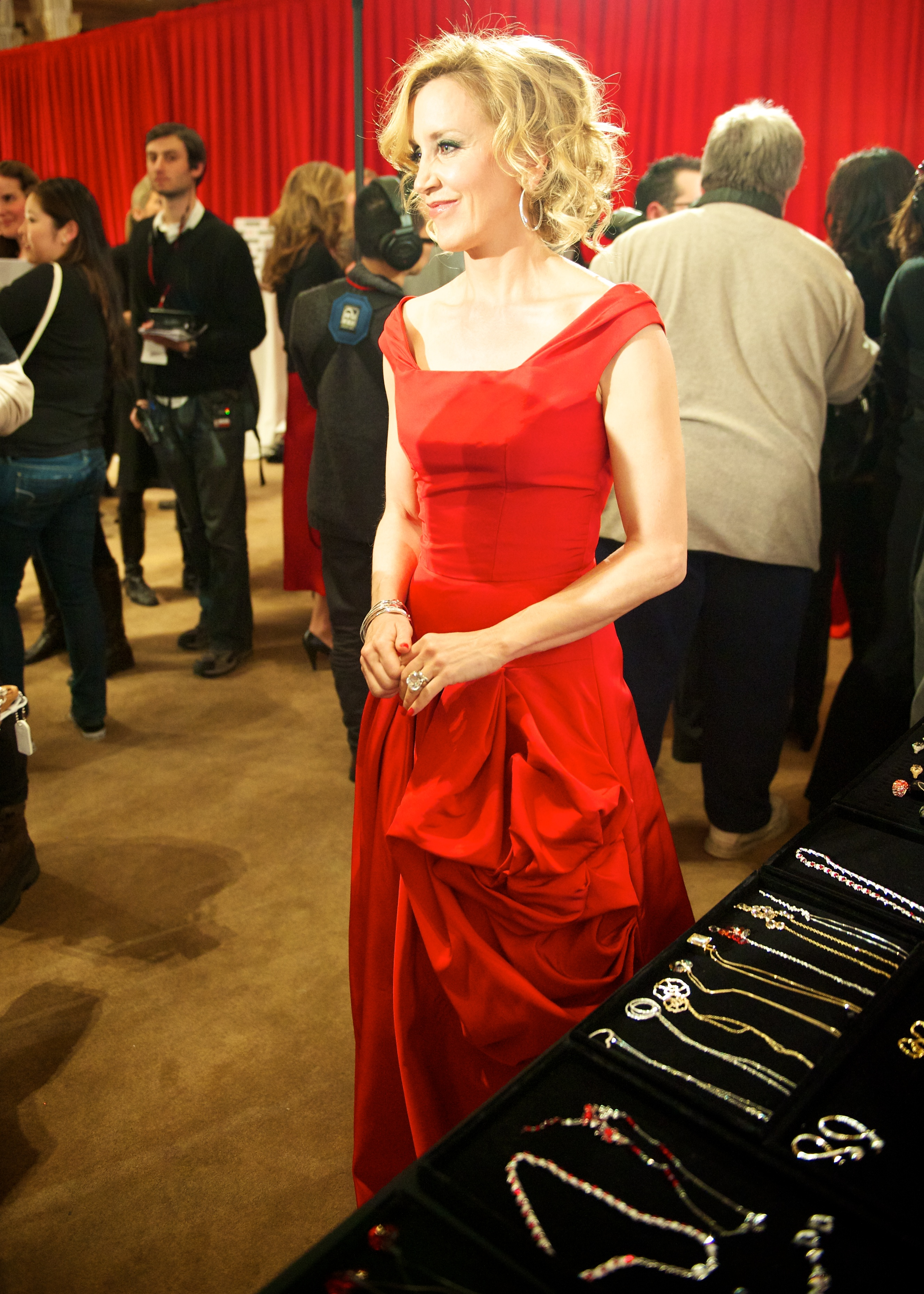
Felicity Huffman (Desperate Housewives), winnaar vrouwelijke acteur in een komedieserie

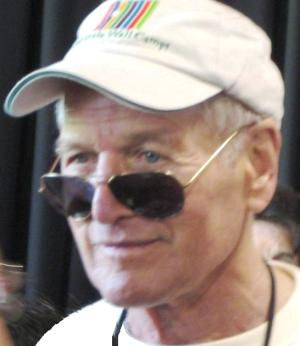
Paul Newman (Empire Falls), winnaar mannelijke acteur in een miniserie of televisiefilm

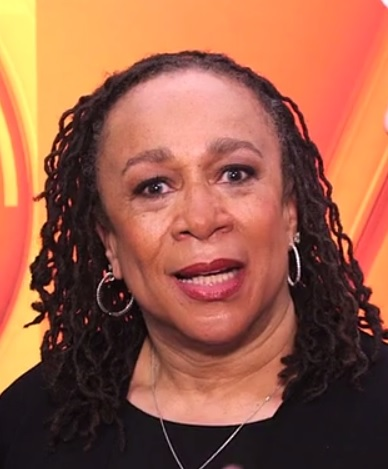
S. Epatha Merkerson (Lackawanna Blues), winnaar vrouwelijke acteur in een miniserie of televisiefilm

De winnaars staan bovenaan in vet lettertype.

### Ensemble in een dramaserie
Outstanding Performance by an Ensemble in a Drama Series
- Lost
  - The Closer
  - Grey's Anatomy
  - Six Feet Under
  - The West Wing

### Mannelijke acteur in een dramaserie
Outstanding Performance by a Male Actor in a Drama Series
- Kiefer Sutherland - 24
  - Alan Alda - The West Wing
  - Patrick Dempsey - Grey's Anatomy
  - Hugh Laurie - House
  - Ian McShane - Deadwood

### Vrouwelijke acteur in een dramaserie
Outstanding Performance by a Female Actor in a Drama Series
- Sandra Oh - Grey's Anatomy
  - Patricia Arquette - Medium
  - Geena Davis - Commander in Chief
  - Mariska Hargitay - Law & Order: SVU
  - Kyra Sedgwick - The Closer

### Ensemble in een komedieserie
Outstanding Performance by an Ensemble in a Comedy Series
- Desperate Housewives
  - Arrested Development
  - Boston Legal
  - Curb Your Enthusiasm
  - Everybody Loves Raymond
  - My Name Is Earl

### Mannelijke acteur in een komedieserie
Outstanding Performance by a Male Actor in a Comedy Series
- Sean Hayes - Will & Grace
  - Larry David - Curb Your Enthusiasm
  - Jason Lee - My Name Is Earl
  - William Shatner - Boston Legal
  - James Spader - Boston Legal

### Vrouwelijke acteur in een komedieserie
Outstanding Performance by a Female Actor in a Comedy Series
- Felicity Huffman - Desperate Housewives
  - Candice Bergen - Boston Legal
  - Patricia Heaton - Everybody Loves Raymond
  - Megan Mullally - Will & Grace
  - Mary-Louise Parker - Weeds

### Mannelijke acteur in een miniserie of televisiefilm
Outstanding Performance by a Male Actor in a Television Movie or Miniseries
- Paul Newman - Empire Falls
  - Kenneth Branagh - Warm Springs
  - Ted Danson - Knights of the South Bronx
  - Ed Harris - Empire Falls
  - Christopher Plummer - Our Fathers

### Vrouwelijke acteur in een miniserie of televisiefilm
Outstanding Performance by a Female Actor in a Television Movie or Miniseries
- S. Epatha Merkerson - Lackawanna Blues
  - Tonantzin Carmelo - Into the West
  - Cynthia Nixon - Warm Springs
  - Joanne Woodward - Empire Falls
  - Robin Wright Penn - Empire Falls